# 巴西立
巴西立，又名白沙，是位于新加坡东部的一个规划区，亦是白沙—榜鹅集选区辖下的住宅区。巴西立南边邻近淡滨尼与巴耶利峇，东边则邻近樟宜。

## 词源
巴西立的英文名“Pasir Ris”最早记载于19世纪初，其原名为“Passier Reis”（稻田的意思）。不过，更多人相信巴西立在马来文中有“白色的沙”之意，因为巴西立附近有一片细白如银的沙滩。

## 历史
巴西立起初是一个低海拔的沿海地区，并且有许多村庄，如“甘榜巴西立”（Kampung Pasir Ris）与“甘榜巴鲁”（Kampung Bahru）等。巴西立开辟了许多种植园，因此而闻名。此外，巴西立附近有一片海滩（名为白沙海滩），这片海滩在1950年代是有名的滑水区。巴西立地区也兴建了一家名为白沙酒店（Pasir Ris Hotel）的酒店。1950至1970年代，这家酒店吸引许多人前来野餐与聚会，而且还曾一度被誉为社会名流派对的首选地点。
新加坡政府于1958年开始发展白沙海滩的设备，于1960年代兴建主题乐园、1970年代兴建多层度假村、1980年代完成建设并启用白沙全国职工总会度假村（NTUC Holiday Resorts）。白沙全国职工总会度假村一共有396栋小木屋，一天可容纳1600名游客。
为了容纳日益增长的城市人口，建屋发展局于1979年开始在巴西立进行填海工程，并将巴西立发展成一个住宅市镇。随着新娱乐设施的开放与发展，巴西立的人口密度也逐年上升。除此以外，巴西立巴士转换站（Pasir Ris Bus Interchange）与白沙购物中心（White Sands Shopping Mall）的建设推动了巴西立的城市化进程，使巴西立距离成熟市镇的目标更近一步。
2004年，白沙全国职工总会度假村开始了一项翻新工程，并正式改名为白沙职总娱乐世界（NTUC Downtown East）。这座度假村增设了两个景点，分别为逃生冒险乐园（Escape Theme Park，已于2011年关闭）与湿透底水上乐园（Wild Wild Wet）。

## 地理
巴西立有八个分区：
- 罗央西（Loyang West）
- 弗洛拉通道（Flora Drive）
- 巴西立西（Pasir Ris West）
- 罗央东（Loyang East）
- 巴西立通道（Pasir Ris Drive）
- 巴西立中路（Pasir Ris Central）
- 白沙公园（Pasir Ris Park）
- 巴西立晶片工业园（Pasir Ris Wafer Fab Park）

## 设施

### 交通

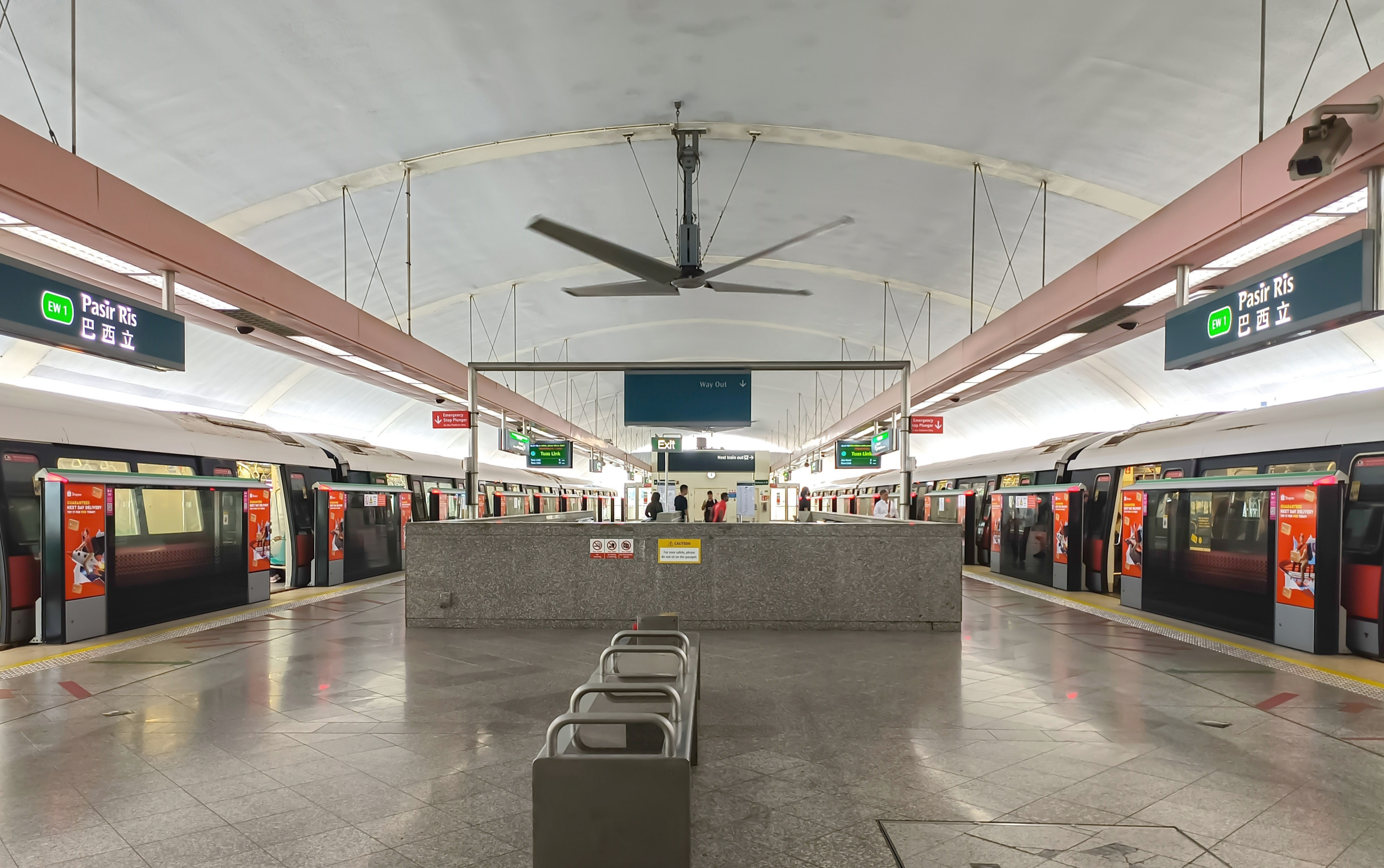
巴西立地铁站

巴西立设有一个巴士转换站与地铁站，为居民提供便捷的出行选择。巴西立巴士转换站和巴西立地铁站于1989年正式投入运作。
巴西立地铁站从身为東西線的终点站。到了2030年后，跨岛地铁线将連接巴西立成为转换站。站会連接主线与通往榜鹅的支线。

### 购物
区内的主要购物中心是白沙购物中心（White Sands Shopping Mall）。这家购物中心位于巴西立中心，离地铁站与巴士转换站很近。其他购物中心包括罗央坊（Loyang Point）、巴西立6道（Pasir Ris Drive 6）、伊莱雅购物中心（Elias Mall）、巴西立西广场（Pasir Ris West Plaza）以及白沙职总乐怡度假村（NTUC Downtown East）。

### 娱乐

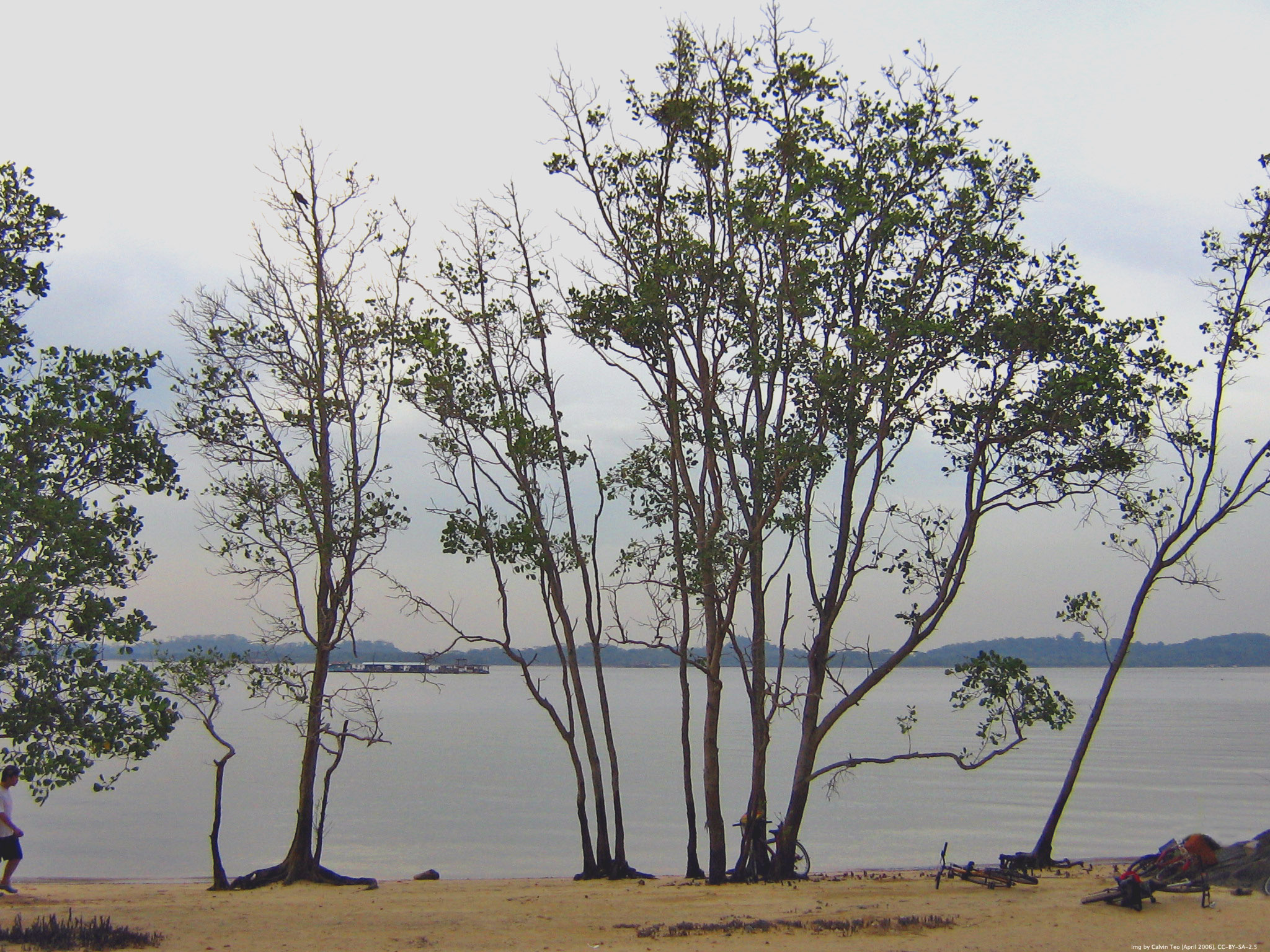
白沙公园海景

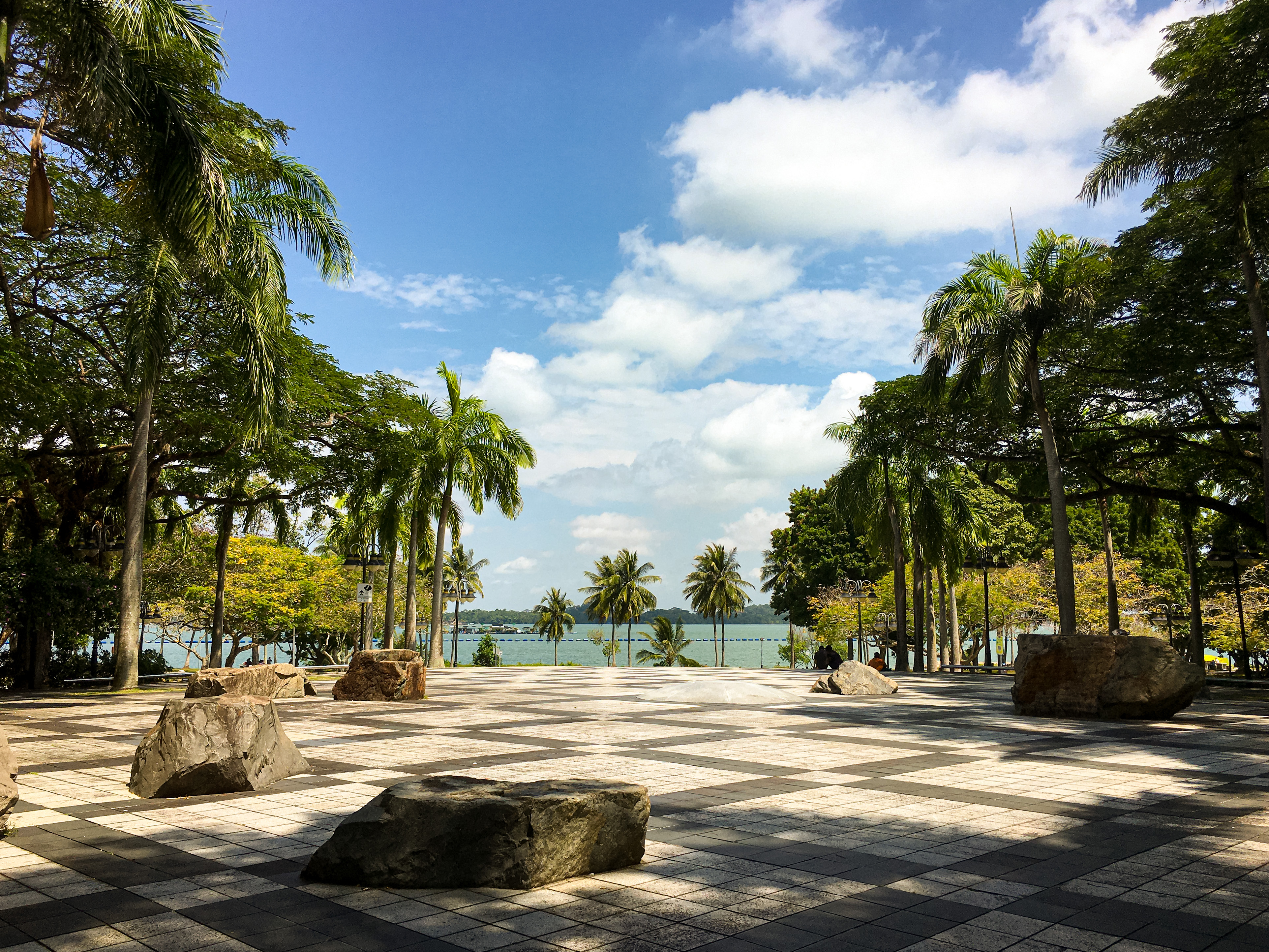
白沙公园

巴西立的主要娱乐场所包括白沙职总乐怡度假村（NTUC Downtown East）与白沙公园（Pasir Ris Park）。白沙职总乐怡度假村是一个综合性娱乐场所，场内设有水上乐园、多功能大厅、小型剧院、以及餐饮和零售区。白沙公园是位于新加坡东部的海滩公园，公园内设有单车小径、烧烤场、海浴场等设施。

### 体育
巴西立设有一个体育中心，场内设有健身房、游泳池、足球场、体育馆与网球场。

### 教育
截至2020年，巴西立设有6所小学、4所中学、以及1所初级学院。区内的小学有：康岭小学（Casuarina Primary School）、依莱雅园小学（Elias Park Primary School）、美廉小学（Meridian Primary School）、百惠小学（Park View Primary School）、巴西立小学（Pasir Ris Primary School）以及白沙小学（White Sands Primary School）；中学则有：海星天主教中学（Hai Sing Catholic School）、洛阳景中学（Loyang View Secondary School）、美廉中学（Meridian Secondary School）以及励志中学（Pasir Ris Crest Secondary School）。淡滨尼美廉初级学院（Tampines Meridian Junior College）是区内唯一一所初级学院。